# Église Saint-Nicolas de Brașov
Pour les articles homonymes, voir Église Saint-Nicolas.
L'église Saint-Nicolas (en roumain Biserica Sfântul Nicolae) est une église orthodoxe roumaine à Brașov en Roumanie. Elle est citée comme monument depuis 1292. Reconstruite en 1495 avec l'aide du prince de Valachie Neagoe Basarab V, cette église est située dans le quartier Șchei qui fait maintenant partie de la ville de Brașov.
La présence orthodoxe dans ce village est très ancienne. Le démontre une lettre signée en 1399 par le pape Boniface IX en personne, où il demande la conversion de tous les habitants de Corona (Brașov).
Cette église joue un rôle très important au Moyen Âge. Elle reçoit entre autres des cadeaux de grande valeur de Catherine II de Russie.
Elle est construite en style gothique à l'origine, puis elle a reçu des éléments baroques.